# Jean Rabasse
Jean Rabasse (Tremecém, 1961) é um diretor de arte franco-argelino.

## Filmografia
- Faubourg 36 (2007)
- The Statement (2003)
- The Dreamers (2003)
- Astérix et Obélix contre César (1999)
- La Cité des enfants perdus (1995)